# Walter P. Chrysler Museum
Pour les articles homonymes, voir Walter Chrysler, Chrysler et Museum.
Ne doit pas être confondu avec Chrysler Museum of Art ou Chrysler Building.
Le Walter P. Chrysler Museum est un ancien musée de l'automobile du groupe Chrysler (fondé en 1925 par Walter Chrysler). Situé à Auburn Hills dans la banlieue nord de Détroit dans le Michigan aux États-Unis, il est ouvert de 1999 à 2012, avec une brève réouverture en 2016.  

## Histoire
Ce musée est inauguré en 1999 sur 4 hectares du site industriel historique de Chrysler, de la banlieue de Détroit, à proximité du Chrysler World Headquarters and Technology Center (en) et de l'autoroute Interstate 75, dans la région du berceau historique de l'industrie automobile américaine, proche des musées The Henry Ford et Automotive Hall of Fame de Dearborn, GM Heritage Center, et Auburn Cord Duesenberg Automobile Museum d'Auburn (Indiana)...

Quelques modèles exposés
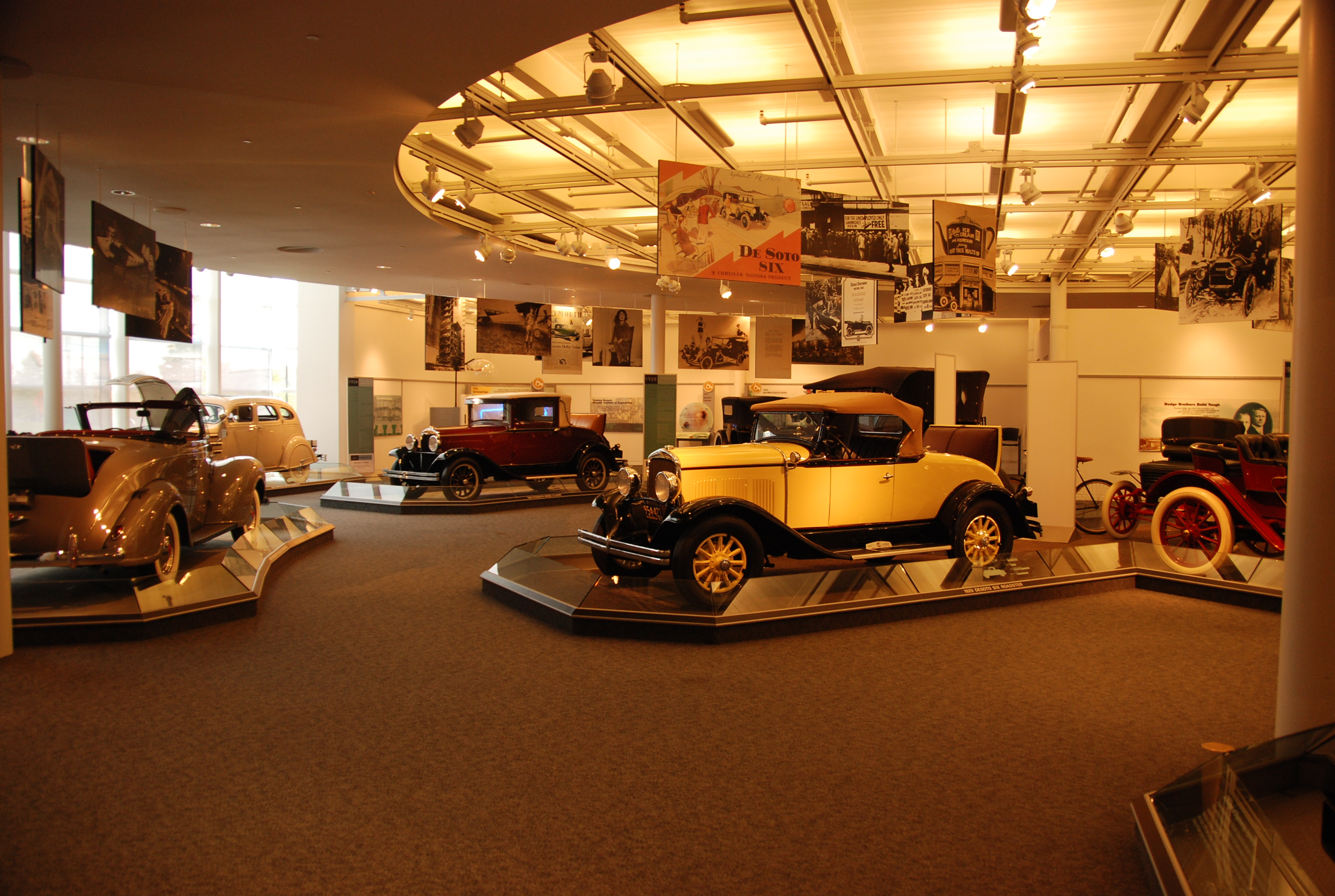
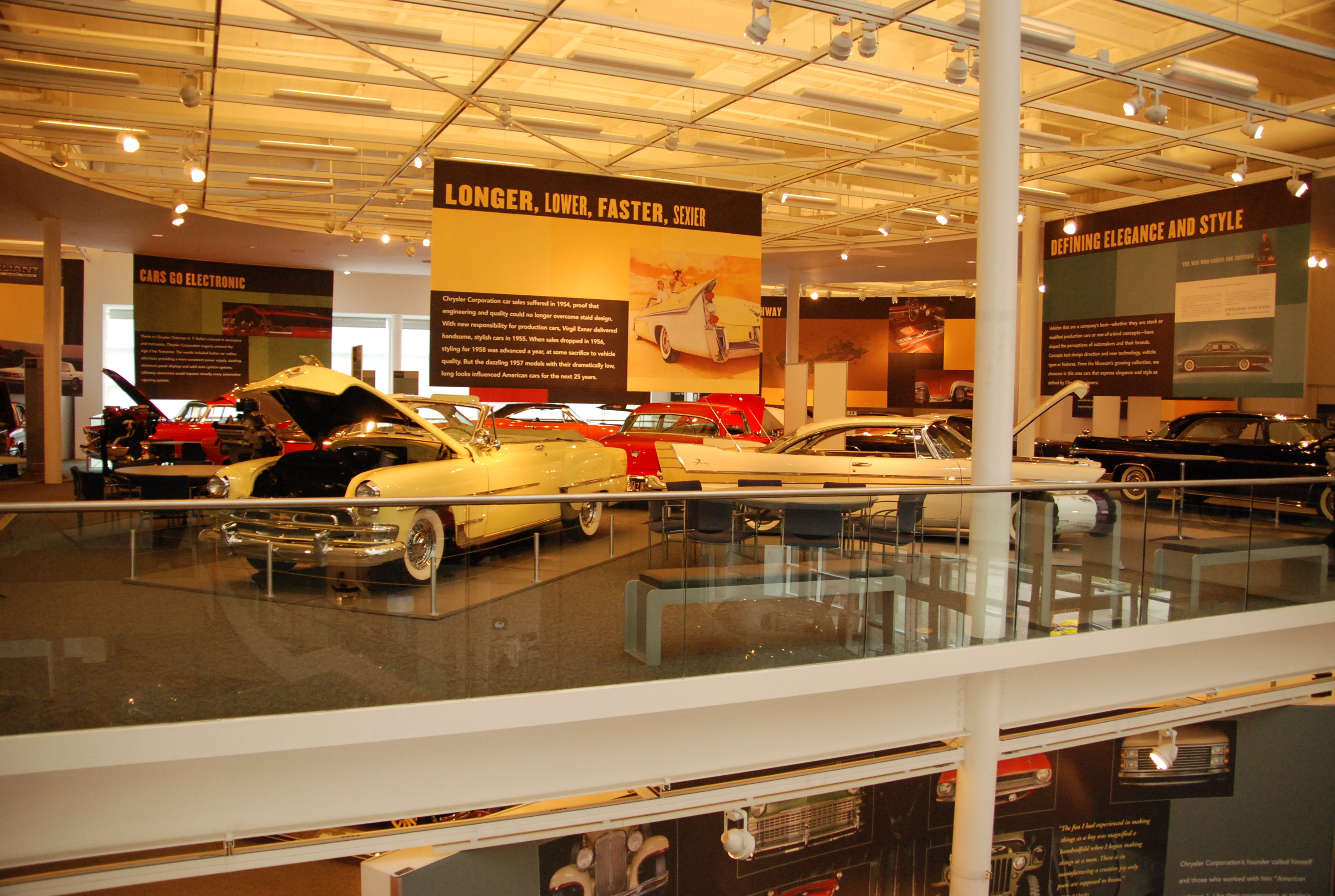
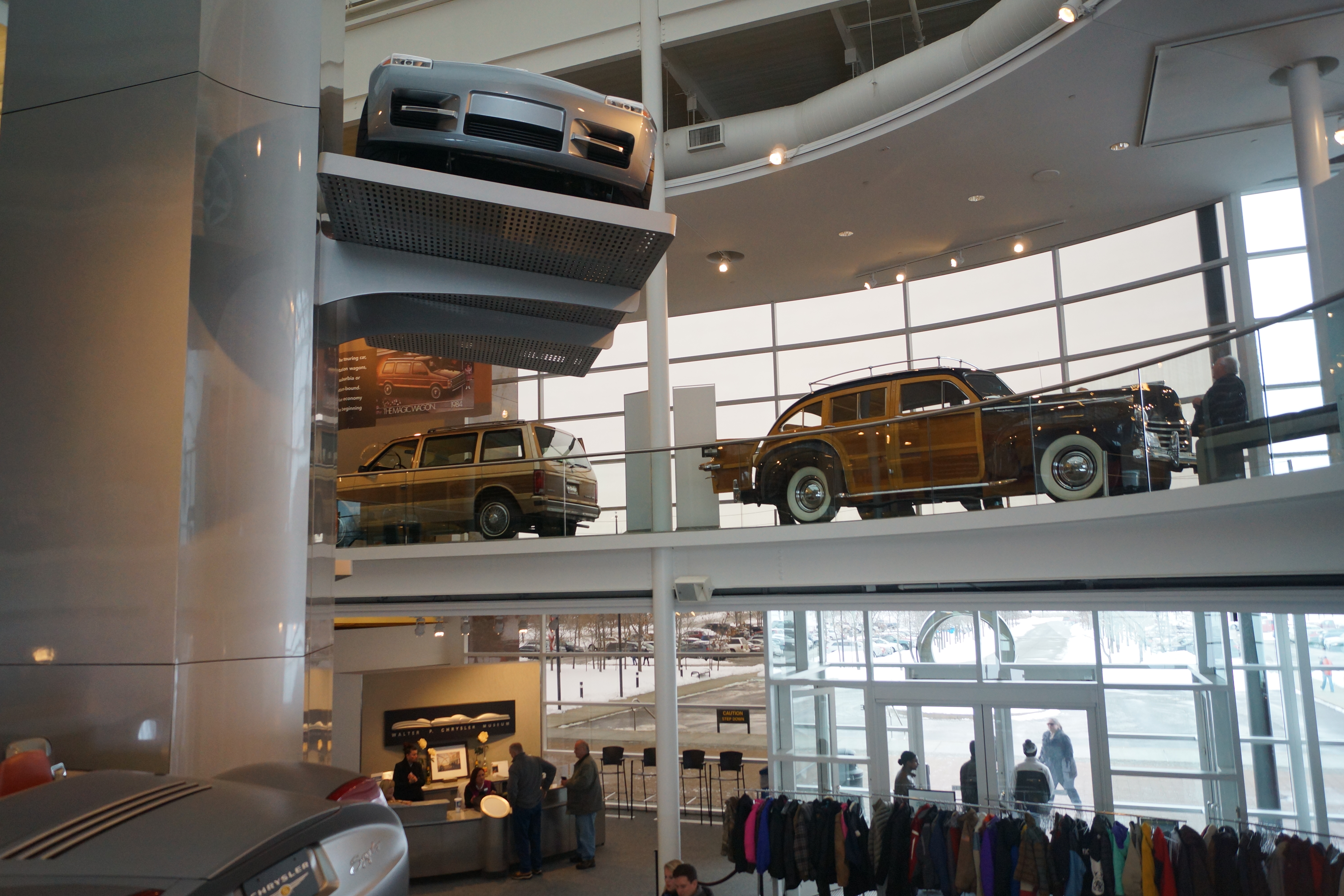

Il expose sur 17 000 m² sur 3 étages de nombreuses voitures, objets et documents de l'histoires des marques historiques du groupe Chrysler, dont Dodge, Plymouth, Jeep, Willys-Overland, AMC, Nash, Hudson, DeSoto,...

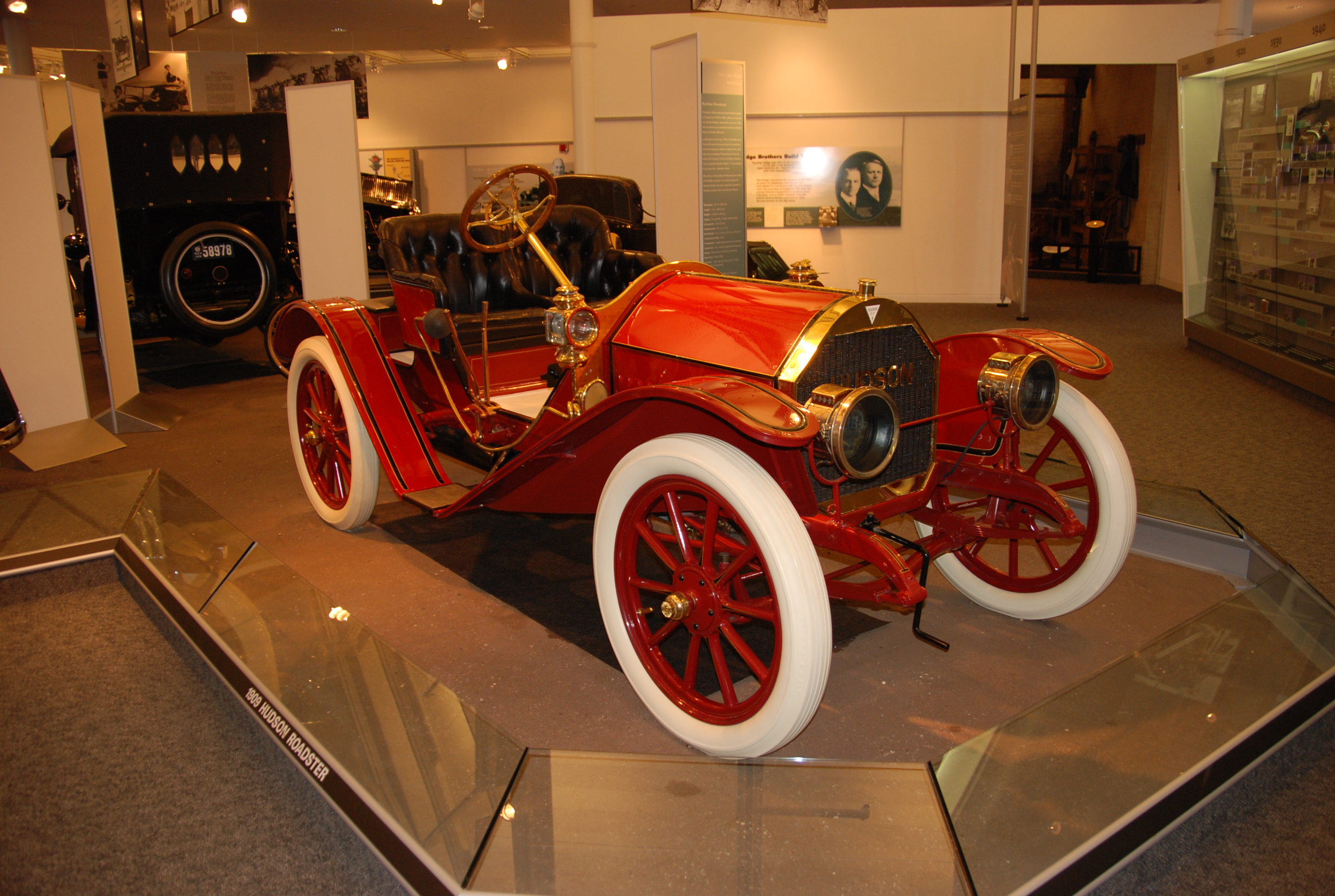
Hudson roadster (1909)
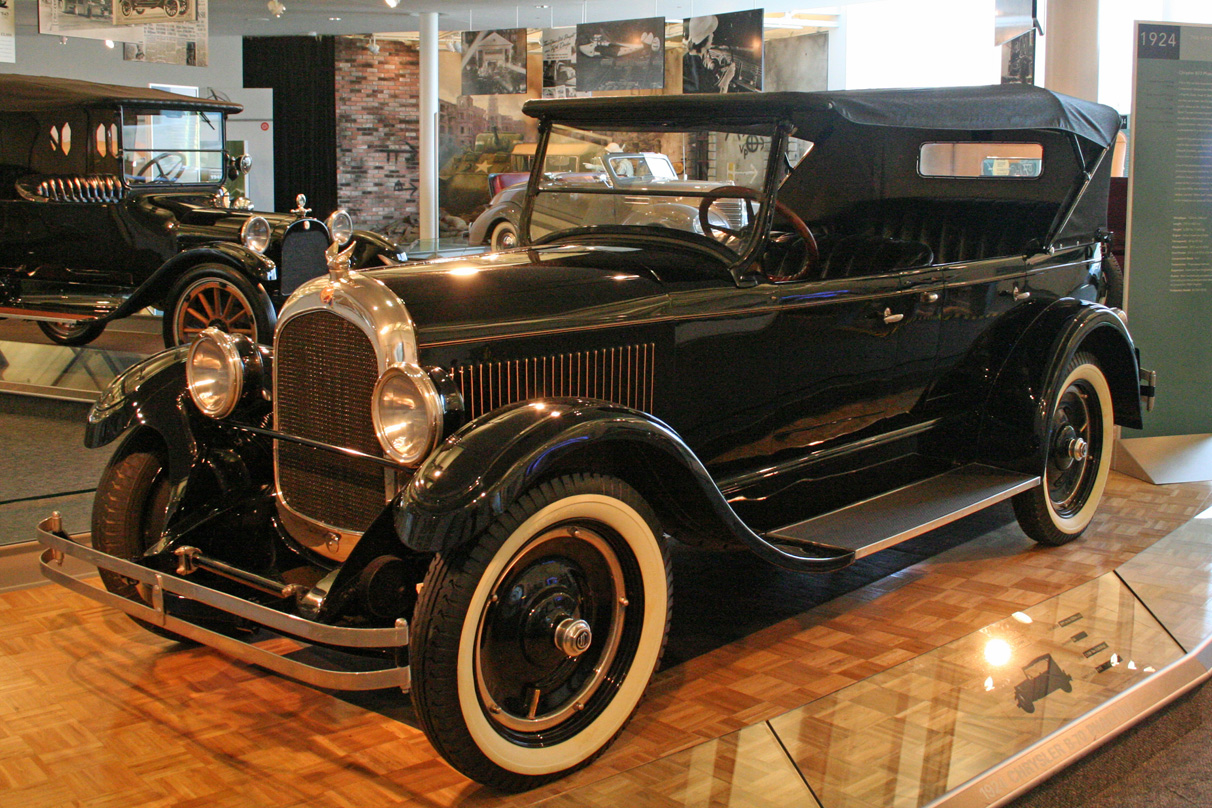
Chrysler Six (en) (1924)
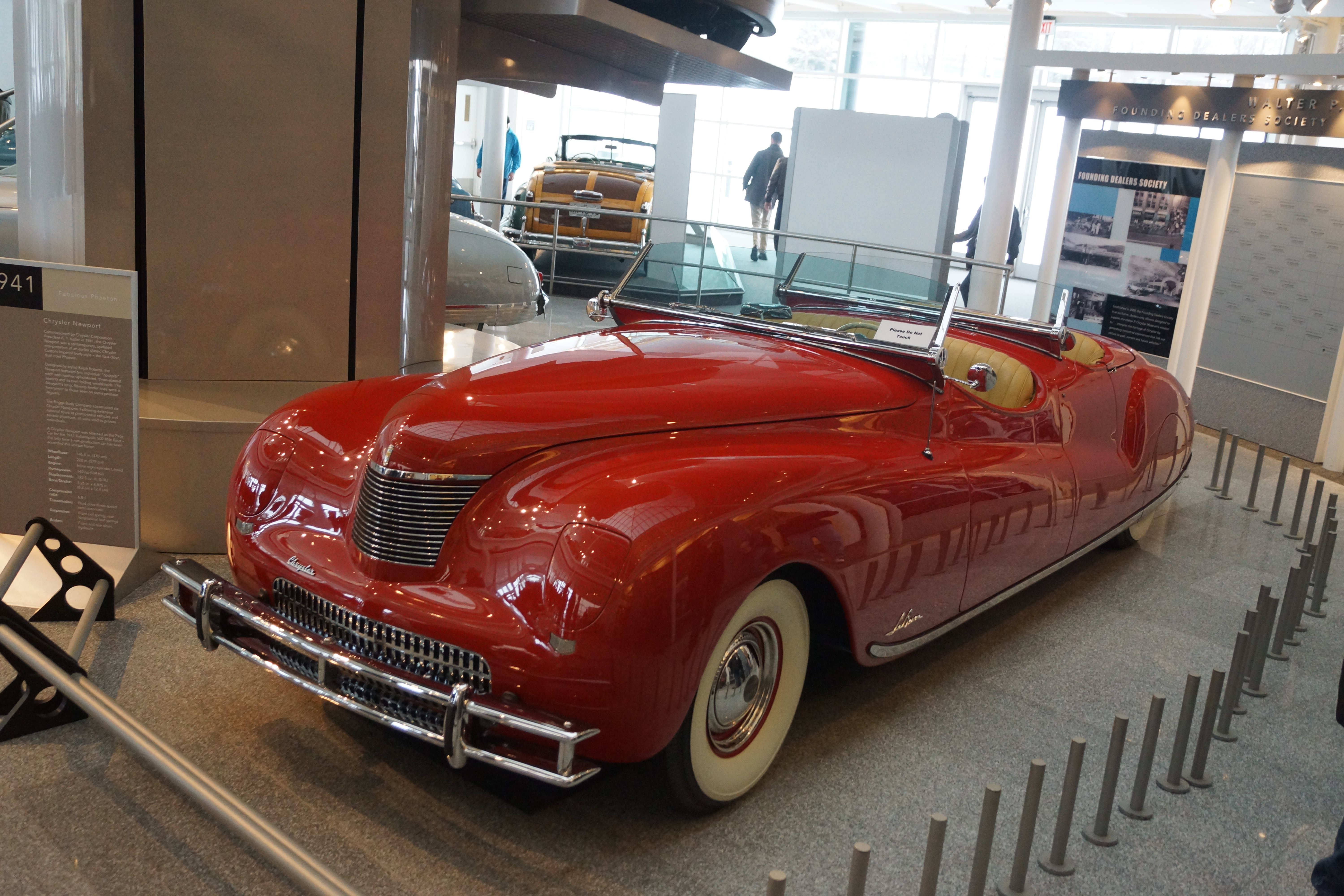
Chrysler Newport (1941)

Le musée ferme en 2012, avec une brève réouverture en 2016, avant fermeture définitive en décembre 2016 à la suite d'une trop faible fréquentation commerciale,. Il est reconverti à ce jour en espace de bureaux Chrysler.

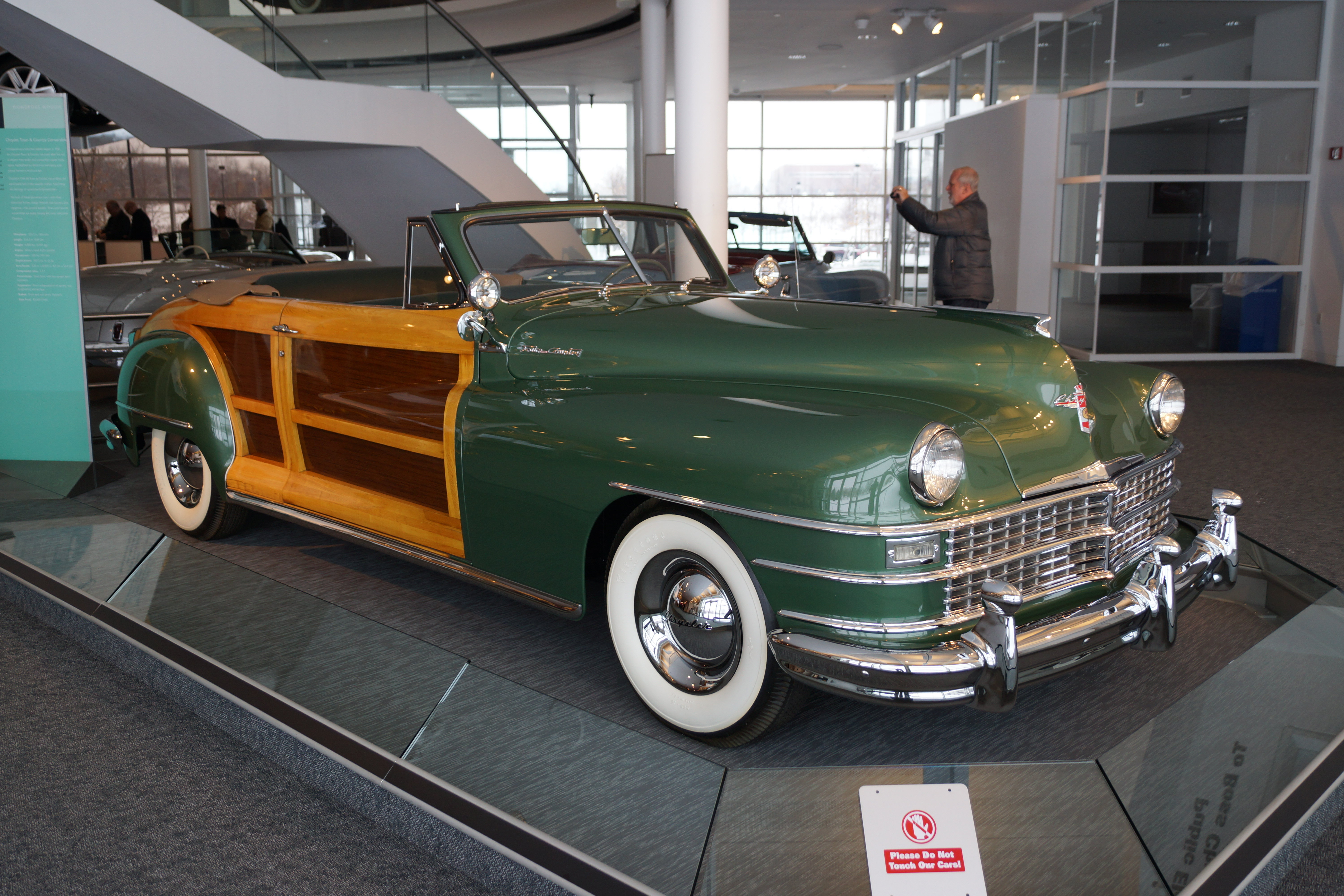
Chrysler Town & Country Woody cabriolet (1948)
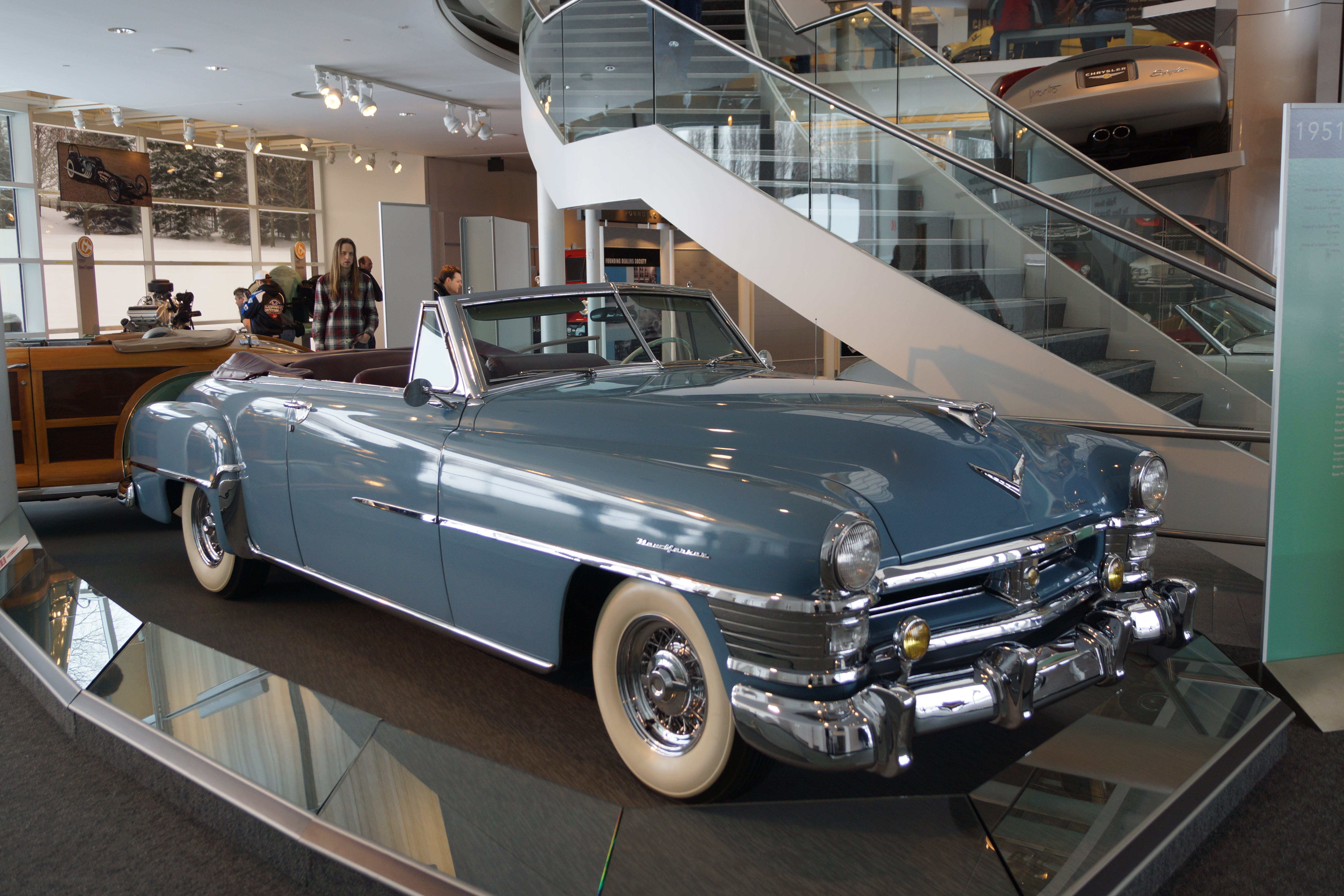
Chrysler New Yorker (1954)
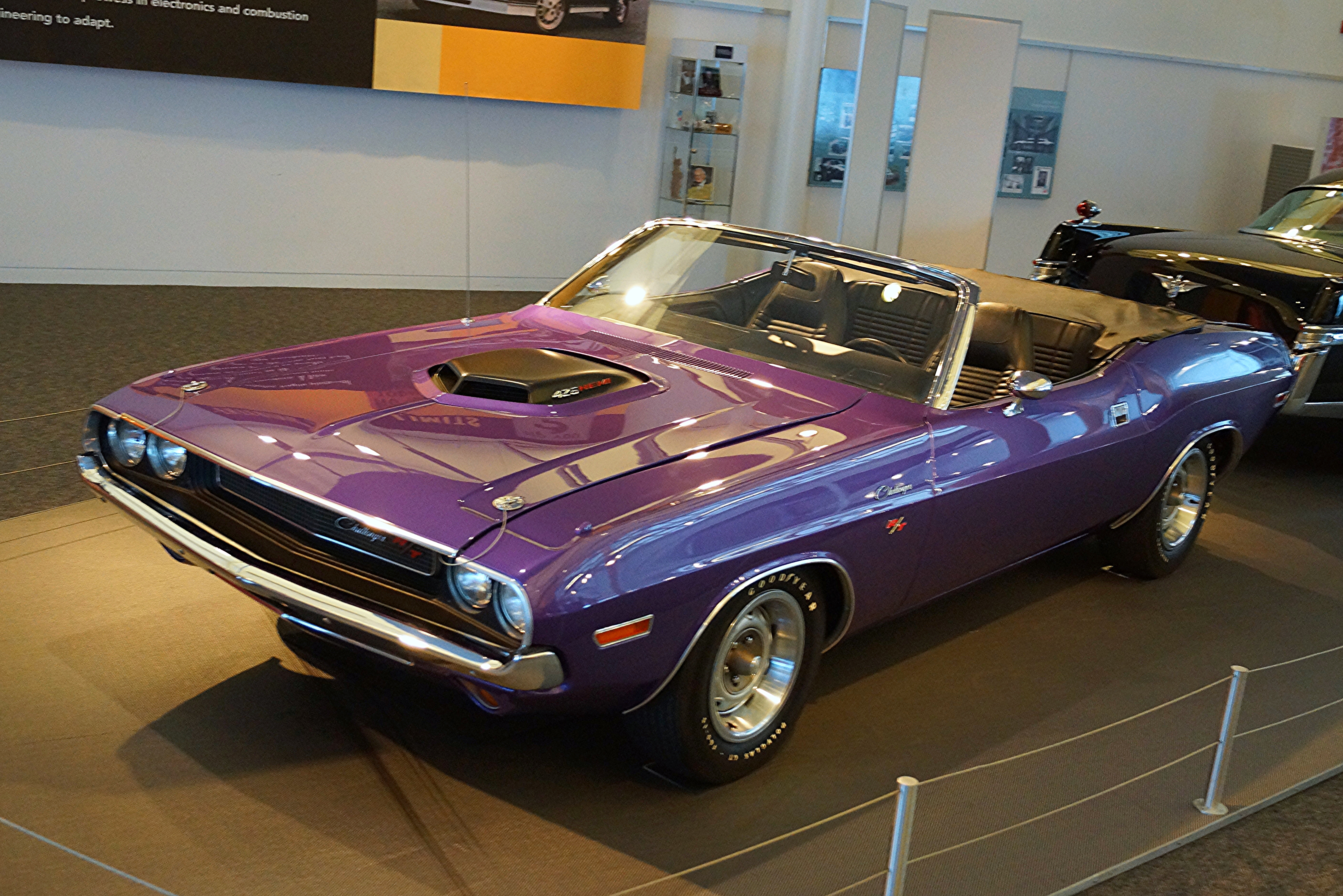
Dodge Challenger (1970)
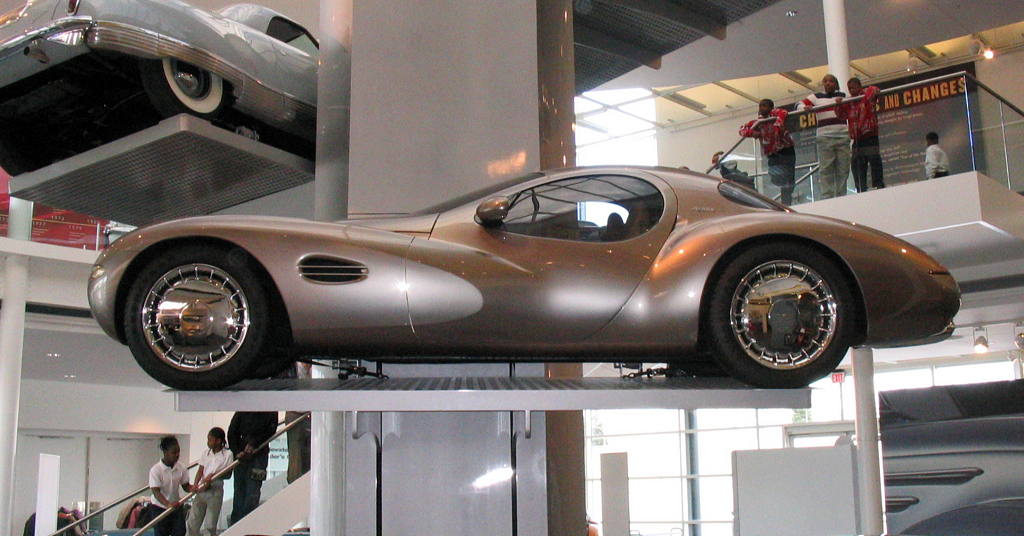
Chrysler Atlantic (1995)
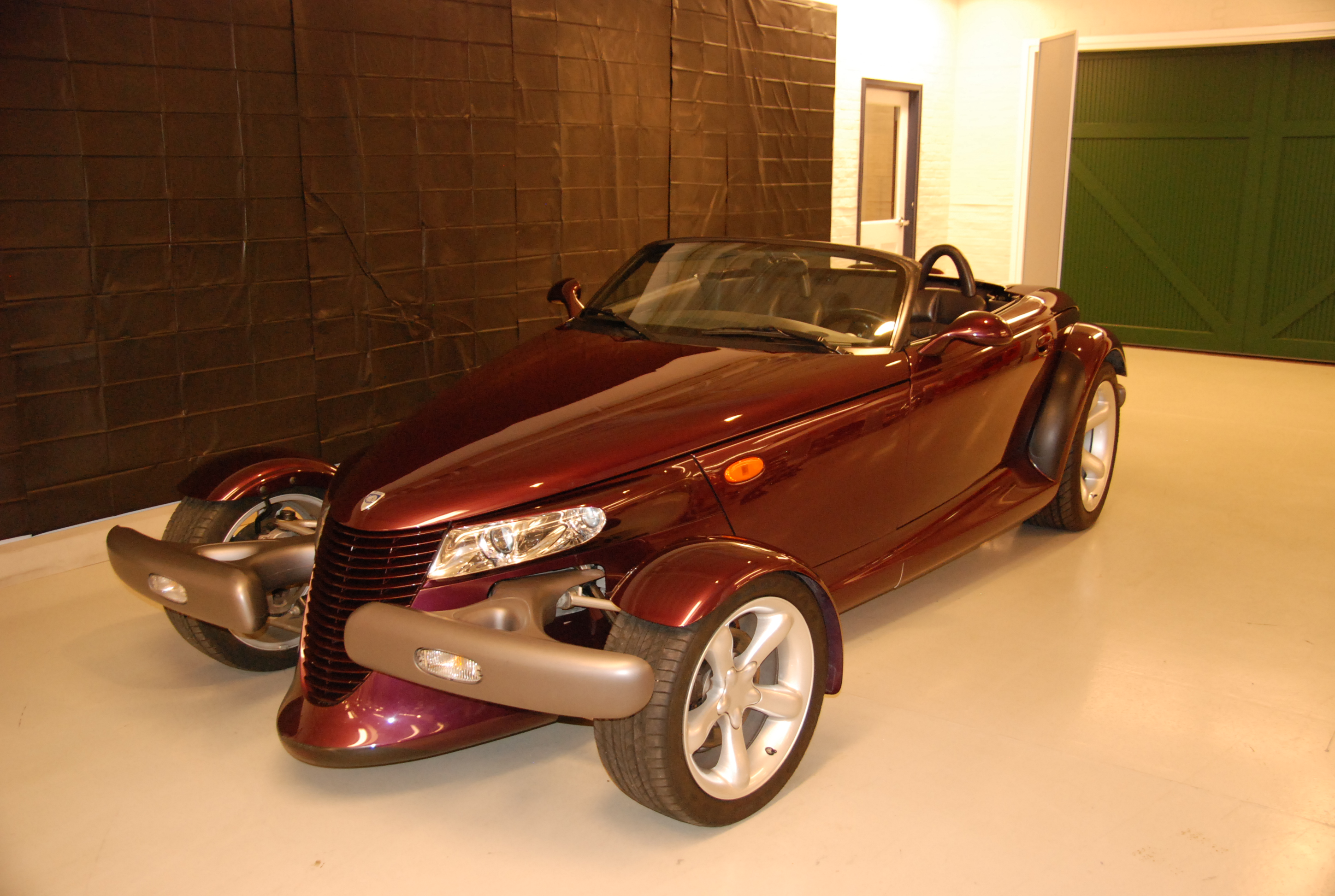
Plymouth Prowler (1997)
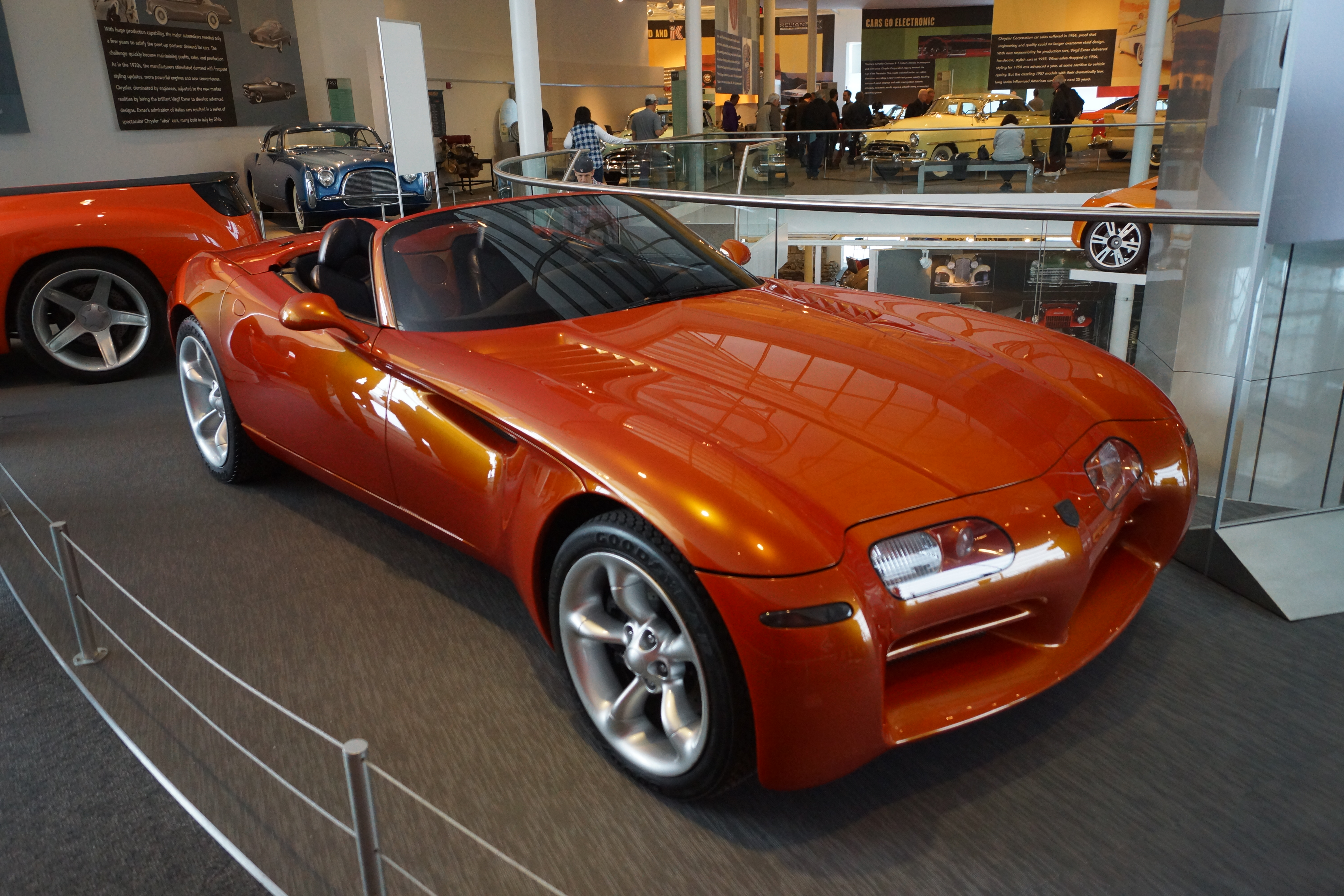
Dodge Copperhead (1997)
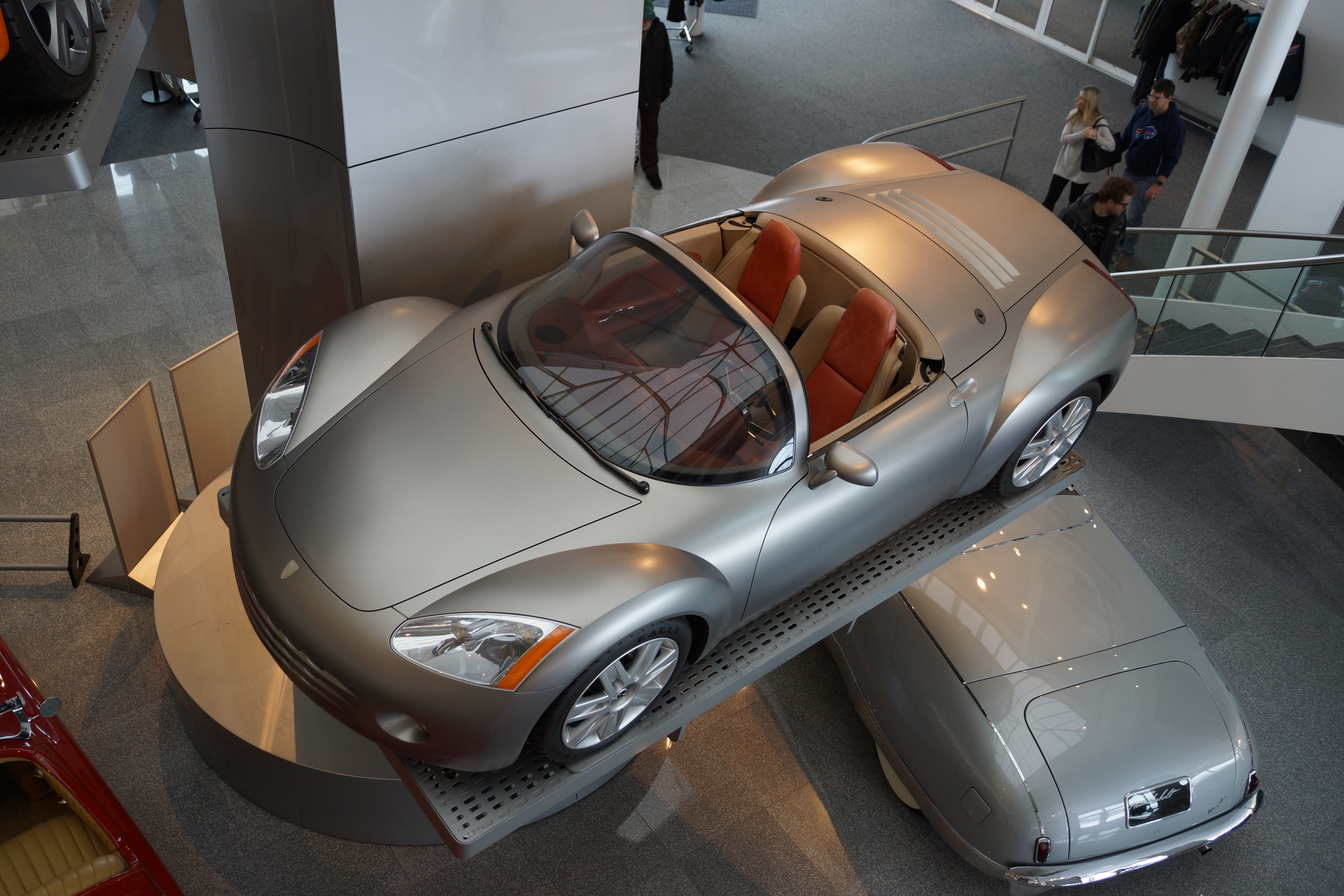
Plymouth Pronto (en) (1997)
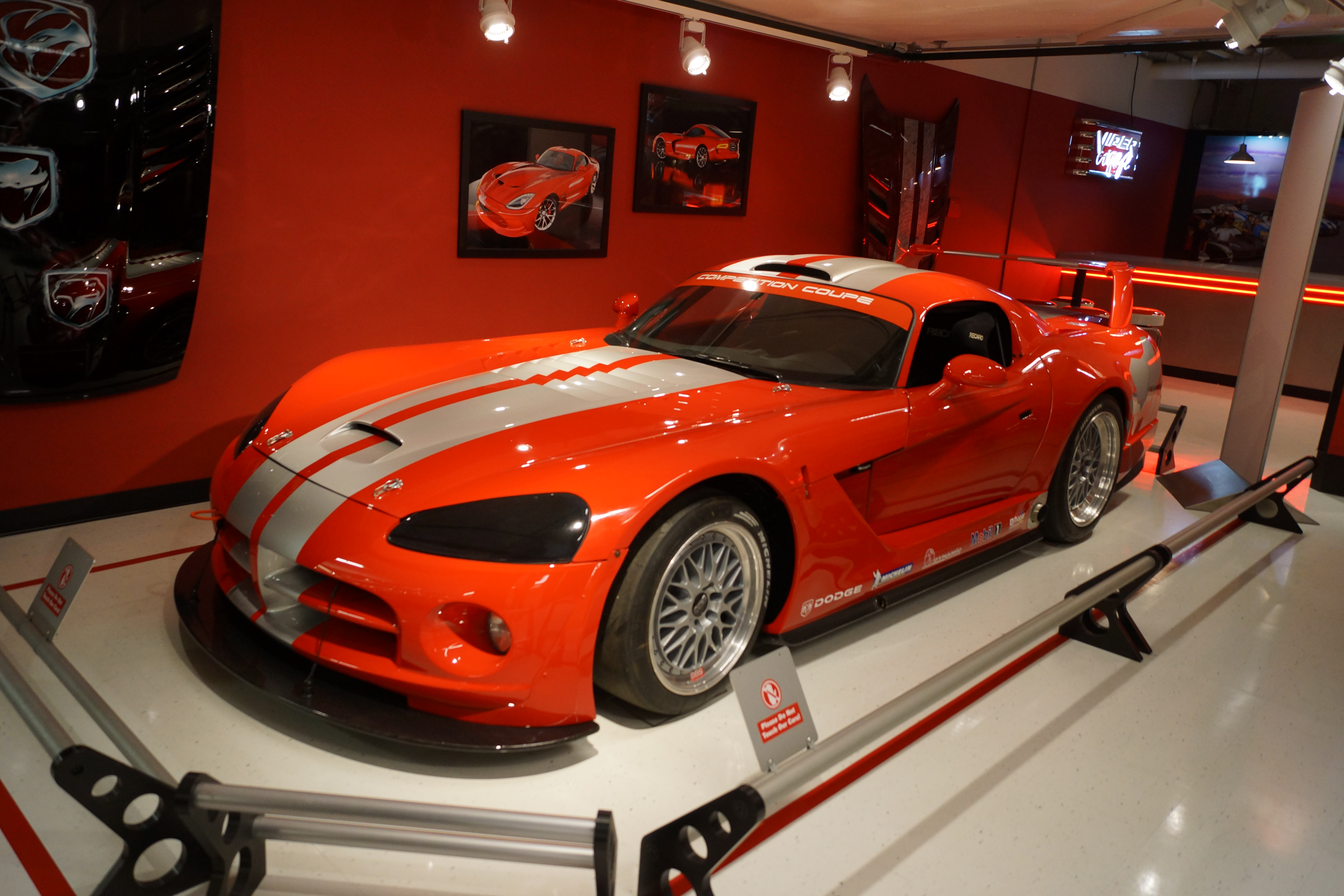
Chrysler Viper GTS-R (2000)